# Bitch (canción de Meredith Brooks)
«Bitch» también conocido como «Nothing In Between», es una canción de Meredith Brooks que fue lanzada en 1997 en su álbum Blurring the Edges.

## Historia
La canción fue coescrita por Brooks y Shelly Peiken. Inicialmente, algunas estaciones de radio prefirieron no mencionar el nombre de la canción y en su lugar se refirieron a ella como «una canción de Meredith Brooks». Sin embargo, con el tiempo, su nombre se convirtió en algo común para anunciar en el aire. Más tarde, mezclas distintas de la canción se hicieron populares en discotecas.
Brooks ha dicho en entrevistas que «Bitch» fue casi omitida en el álbum, al parecer a causa del fuerte lenguaje de la canción, que podría haber evitado que se convirtiera en un éxito radial.

## Éxito
La canción subió de manera constante en las posiciones de Billboard, finalmente alcanzando el número 2. Debutó y alcanzó el puesto número seis en los UK Singles Chart el 27 de julio de 1997 y permaneció entre los diez primeros durante cuatro semanas. La canción también fue un gran éxito en Oceanía, donde alcanzó el número dos en el Australia y cuatro en Nueva Zelanda. Se ubicó en el lugar número 79 en las 100 mejores canciones de los años 90 según VH1.

## Video musical
El vídeo que acompaña la canción muestra a Meredith Brooks cantando y tocando la guitarra con un fondo floral brillante. A lo largo de la canción, varios objetos típicamente femeninos aparecen flotando alrededor de la cantante.
El video de «Bitch» fue filmado en febrero de 1997. Fue dirigido por Paul Andresen y producido por Nina Dluhy de Squeak Pictures. La colorida imagen del video fue confiada a Anghel Decca.

## Lista de canciones

### CD-Sencillo[5]
1. Bitch (Edit) - 3:58
2. Bitch (Transistor Mix) - 4:07
3. Bitch (Madgroove Mix) - 3:45
4. Bitch (E-Team Funky Bitch Edit) - 3:05

### CD-Maxi[6]
1. Bitch (Versión álbum) - 4:13
2. Bitch (Untied) - 3:56
3. Bitch (Transistor Mix) - 4:07
4. Bitch (Tee's In-House Mix) - 6:13
5. Down By The River - 4:15

### 12" Promo[7]
1. Bitch (E-Team Funky Bitch Mix) - 8:18
2. Bitch (E-Team M2000 Crazy Bitch Mix) - 7:00
3. Bitch (Madgroove Mix) - 3:45
4. Bitch (Todd Terry's Inhouse Mix) - 6:12
5. Bitch (Todd Terry's Inhouse Dub) - 5:36
6. Bitch (E-Team Funky Bitch Radio Edit) - 3:05

## Posicionamiento en listas
| Listas (1997-1998)                    | Mejor posición |
| ------------------------------------- | -------------- |
| Alemania (Offizielle Deutsche Charts) | 19             |
| Australia (ARIA)                      | 2              |
| Austria (Ö3 Austria Top 40)           | 5              |
| Bélgica (Flandes) (Ultratop 50)       | 5              |
| Bélgica (Valonia) (Ultratop 50)       | 28             |
| Canadá (RPM Top Singles)              | 2              |
| Estados Unidos (Billboard Hot 100     | 2              |
| Estados Unidos (Adult Top 40)         | 14             |
| Estados Unidos (Dance Club Play)      | 34             |
| Estados Unidos (Modern Rock Tracks)   | 4              |
| Estados Unidos (Mainstream Top 40)    | 1              |
| Europa (Eurochart Hot 100)            | 9              |
| Francia (SNEP)                        | 42             |
| Irlanda (IRMA)                        | 12             |
| Nueva Zelanda (Recorded Music NZ)     | 4              |
| Noruega (VG-lista)                    | 5              |
| Países Bajos (Dutch Top 40)           | 12             |
| Reino Unido (UK Singles Chart)        | 6              |
| Suecia (Sverigetopplistan)            | 12             |
| Suiza (Schweizer Hitparade)           | 10             |

| Listas fin de año (1997)           | Posición |
| ---------------------------------- | -------- |
| Estados Unidos (Billboard Hot 100) | 15       |

## En la cultura popular

### Medios
La canción aparece en la película What Women Want (¿En qué piensan las mujeres?, en España, Lo que ellas quieren en Hispanoamérica) en la escena en la que Nick canta y comienza a probar diferentes productos femeninos para la empresa para la que trabaja. También aparece brevemente cantada por el personaje por Alison Hendrix, uno de los clones interpretados por Tatiana Maslany, en el octavo episodio de la primera temporada de Orphan Black. También es cantada por el personaje Brooke Soso en el episodio 12 de la segunda temporada de Orange Is the New Black. y por Jane Lynch en Glee, quien interpreta a Sue Sylvester.

### Versiones
La canción fue versionada en «The Hurt Locker, Part One» en la sexta temporada de la serie de televisión musical Glee.
Kim Gordon de la banda Sonic Youth ha declarado que su canción «Female Mechanic Now on Duty» se inspiró en «Bitch», «Vale la pena mencionar», dice Kim «Que la canción, 'Female Mechanic on Duty' se inspiró en. 'Bitch' de aquella famosa cantante femenina de tipo Lilith, Meredith Brooks. Es una canción de respuesta».

### Parodias
El grupo de música de la comedia americana Raymond and Scum parodian la canción como «Blair Witch», una parodia de la película de 1999 The Blair Witch Project.
En 2000, el comediante australiano Chris Franklin publicó una parodia de la canción titulada «Bloke» con las letras cambiadas para reflejar el estilo de vida masculina australiana estereotipada. Debutó en el número 15 en las listas musicales de ARIA antes de finalmente alcanzar el puesto número uno y permanecer allí durante dos semanas, convirtiéndose en el duodécimo único más vendida del año y la recepción de la certificación de doble platino (140.000 + copias enviadas). La canción fue luego nominado para 2 premios ARIA «Mejor Comedia de lanzamiento» y «La más alta del sencillo individual», de no poder ganar ambos.